# Joseph Booth
Joseph Booth (ur. 26 lutego 1851 w Derby; zm. 1932 w Weston-super-Mare) – angielski niezależny misjonarz działający na terenie obecnego Malawi, Lesotho, i Afryki Południowej. Z powodu radykalnych poglądów religijnych oraz egalitarnej postawy politycznej był wiązany z powstaniem, które wybuchło w styczniu 1915 roku w Niasie (obecne Malawi).
Joseph Booth pochodził z bardzo religijnego domu. Był niezależny, dociekliwy i bardzo wcześnie podał w wątpliwość wiarę religijną swoich rodziców. Przejawiał zdecydowanie krytyczną postawę wobec wszelkiej władzy. Zdolny samouk. W trakcie swojego życia był agnostykiem, baptystą, adwentystą dnia siódmego oraz przedstawicielem Towarzystwa Strażnica. Z powodu częstych zmian religii, które kolejno wykorzystywał do realizowania swoich celów, został nazwany „autostopowiczem religijnym”. Do chrześcijaństwa doprowadziło go czytanie dzieł Thomasa Paine’a.

## Życiorys
W latach 80. XIX wieku Joseph Booth był hodowcą owiec w Nowej Zelandii oraz świeckim kaznodzieją baptystów w Australii. W 1891 roku wprowadzono nowy sposób organizowania misji w Afryce prowadzonych przez osoby świeckie z praktycznym wykształceniem. Joseph Booth wyruszył w podróż poprzez Anglię do nowo powołanego protektoratu Brytyjska Afryka Centralna (późniejsza nazwa Niasa), gdzie w 1892 roku zapoczątkował baptystyczną Misję Protestancką Zambezi (ang. Zambesi Industrial Mission) w pobliżu Blantyre. Pierwszą osobą, którą nawrócił, był jego późniejszy przyjaciel John Chilembwe, którego ochrzcił w rzece. Działalność Josepha Bootha wśród Afrykanów wzbudziła podejrzenia osadników, misjonarzy i rządu kolonialnego. Nie współpracował z innymi misjonarzami, a w roku 1896 zerwali z nim również zwolennicy Zambesi Industrial Mission.
Z Johnem Chilembwe wyjechał do Stanów Zjednoczonych, gdzie przebywał w latach 1897–1899. Wtedy też ich drogi się rozeszły. W 1897 roku Joseph Booth opublikował swoją książkę „Afryka dla Afrykanów” (tego zwrotu użył jako pierwszy). Potem dołączył do baptystów dnia siódmego i wrócił do Malawi, gdzie poznał i ochrzcił Elliota Kamwanę. W 1899 roku Booth z grupą Afrykanów zwrócił się do królowej Wiktorii o wprowadzenie powszechnej edukacji i umożliwienie uczestnictwa w życiu politycznym dla wszystkich mieszkańców Afryki. Te działania spowodowały, że rząd kolonialny zmusił go do opuszczenia protektoratu około 1902 roku.
Następnie Booth pracował w różnych organizacjach, szukając możliwości wsparcia dla swoich idei niezależności Afrykanów, za swoją bazę mając głównie Południową Afrykę. W roku 1906 spotkał się z Charlesem T. Russellem i przekonał go o potrzebie powołania przedstawiciela Towarzystwa Strażnica na południu Afryki. Ponieważ C.T. Russell nie znał jego działań i poglądów, Booth wydawał być dobrym kandydatem. Zamierzał stamtąd prowadzić swoją działalność misyjną. Swoją bazę założył w Afryce Południowej, gdzie ponownie spotkał Elliota Kamwanę, któremu w 1908 roku polecił wrócić do Niasy. Wprowadził publikacje Towarzystwa Strażnica do Afryki Środkowej oraz używał poczty i osób migrujących po Afryce Środkowej do rozpowszechniania literatury Towarzystwa, wzbudzając poważne zaniepokojenie rządów kolonialnych. Przed rokiem 1910 nie miał już nic wspólnego z Towarzystwem Strażnica.
Gdy w 1915 roku John Chilembwe wzbudził afrykańskie powstanie w Niasie, Joseph Booth choć przebywał daleko od Niasy i nie miał nic wspólnego z Chilembwe od 15 lat, został powiązany z tym powstaniem, a jego idee uznano za ziarno, które doprowadziło do wybuchu powstania. Dlatego w grudniu 1915 roku został deportowany z Południowej Afryki. W Anglii zajmował się niezależną działalnością religijną aż do swojej śmierci w roku 1932.